# 10370 Hylonome
10370 Hylonome este o planetă minoră (asteroid), cu un diametru de , din Centaur. A fost descoperită pe 27 februarie 1995 la Mauna Kea Observatories⁠(d) de David Clifford Jewitt⁠(d) și a fost numită după Hylonome⁠(d). 
Obiectul prezintă o orbită caracterizată de o semiaxă mare de 25,1987495 de UAi, o excentricitate de 0,2504786, o înclinație de 4,144 ° în raport cu ecliptica.